# Revúcka Lehota
Revúcka Lehota (em húngaro: Lehelfalva) é um município da Eslováquia, situado no distrito de Revúca, na região de Banská Bystrica. Tem 6,83 km² de área e sua população em 2018 foi estimada em 309 habitantes.

## Demografia
| Ano:        | 1994 | 2004   | 2014   | 2024   |
| ----------- | ---- | ------ | ------ | ------ |
| Broj ljudi: | 339  | 328    | 322    | 318    |
| Razlika:    |      | -3,24% | -1,82% | -1,24% |

| Ano:               | 2023 | 2024   |
| ------------------ | ---- | ------ |
| Número de pessoas: | 307  | 318    |
| Diferença:         |      | +3,58% |